# Michael Koryta
Michael Koryta (ur. w Bloomington (Indiana), Stany Zjednoczone) – amerykański pisarz powieści kryminalnych.

## Powieści
Cykl Lincoln Perry
- Ostatnie do widzenia (Tonight I Said Goodbye, 2004)
- Hymn smutku (Sorrow's Anthem, 2006)
- Martwy trop (A Welcome Grave, 2007)
- The Silent Hour, 2009

Pozostałe:
- Envy The Night, 2008
- Tajemnica rzeki Lost River (So Cold the River, 2010)
- Pod cyprysami (The Cypress House, 2011)
- The Ridge, 2011
- The Prophet, 2012